# Podkłady
Podkłady (tytuł oryginalny: Binarët) – albański film fabularny z roku 1987 w reżyserii Muharrema Fejzo.

## Opis fabuły
Asim jest synem starego kolejarza. Wykonuje pracę urzędnika, która nie daje mu satysfakcji i marzy o innym zajęciu, które pozwoli mu się zrealizować. Jego brat Kujtim jest zwykłym robotnikiem. W momencie decydującym dla losów obu braci to Kujtim okaże się człowiekiem odważnym i zdolnym do poświęcenia. To wydarzenie zmieni także poglądy Asima na wykonywaną przez niego pracę.
Film realizowano w Durrës.

## Obsada
- Reshat Arbana jako Ali
- Bujar Lako jako Kujtim
- Timo Flloko jako Asim
- Rajmonda Bulku jako Keti
- Mirush Kabashi jako Dyrri
- Gëzim Kame jako Koli
- Merita Çoçoli jako Alma
- Vangjel Toçe jako Qafoku
- Justina Aliaj
- Sokol Angjeli
- Agim Bajko
- Llesh Biba
- Ilir Borodani
- Luan Hysa
- Suela Konjari
- Eglantina Kume
- Irakli Lefteri
- Ilir Shkurti